# TT4
La tombe thébaine TT 4 est située à Deir el-Médineh, dans la nécropole thébaine, sur la rive ouest du Nil, face à Louxor en Égypte.
C'est la sépulture de Qen, sculpteur d'Amon,.
Deux autres artisans sont mentionnés dans la tombe, Paser (occupant de la TT106) et Ramosé (occupant de la TT7). Qen est également propriétaire de la tombe TT337 qui fut usurpée à la XXIe ou XXIIe dynastie.